# Вісенте-Кальдерон (стадіон)
«Естадіо Вісенте Кальдерон» (ісп. Estadio Vicente Calderón) — колишній стадіон у Мадриді. Місткість 55 858 глядачів. Протягом 1966—2017 років був домашньою ареною «Атлетико». Носив ім'я легендарного президента клубу Вісенте Кальдерона.
Стадіон відкритий 1966 року як «Естадіо Манзанарес». У 1971 році арені присвоєно ім'я Вісенте Кальдерона. У 1972 та 1982 роках реконструйовувався.
21 травня 2017 року «Атлетико» провів останній матч на стадіоні проти «Атлетік» (Більбао), після чого перейшов на «Ла Пейнету».
28 травня 2017 року арена прийняла останній матч в історії, яким був виставковий матч між збірними світу та «Атлетико» всіх часів. За збірну світу виступив та відзначився український футболіст Андрій Ярмоленко. Наступного дня було розпочато демонтаж стадіону. У лютому-листопаді 2019 демонтаж стадіону було завершено.

## Чемпіонат світу
Стадіон приймав три матчі групового етапу Чемпіонату світу 1982:

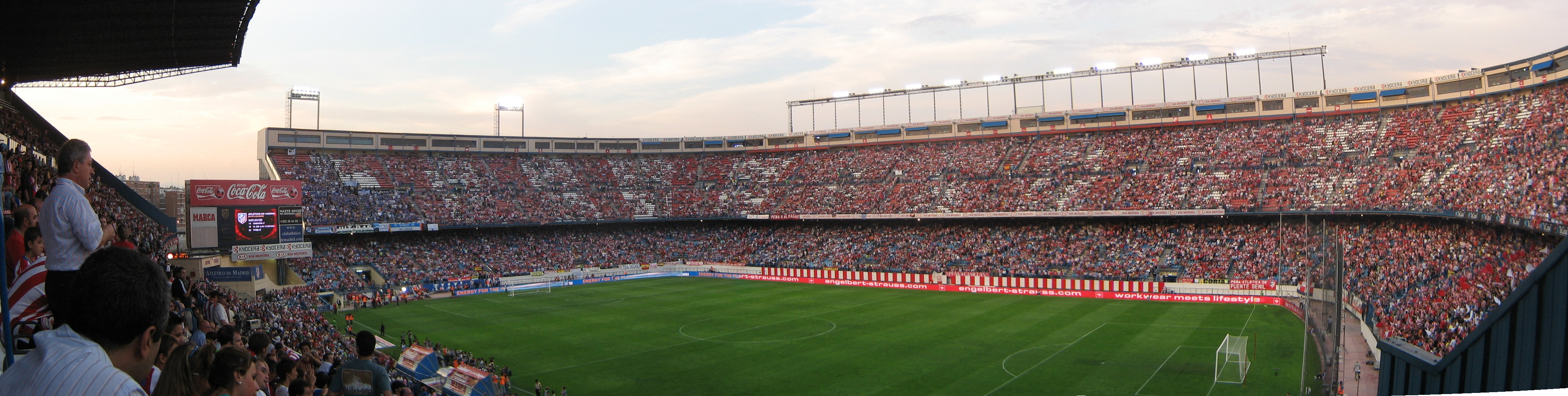
Панорамний вид на Вісенте Кальдерон під час матчу Ліги чемпіонів 2008—2009 Атлетико (Мадрид)-Шальке 04

- Франція-Австрія 1:0
- Австрія-Північна Ірландія 2:2
- Північна Ірландія-Франція 1:4